# ستان باركر
ستان باركر (بالإنجليزية: Stan Parker)‏ هو لاعب كرة قدم بريطاني (وحمل سابقاً جنسية المملكة المتحدة لبريطانيا العظمى وأيرلندا) في مركز الهجوم، ولد في 31 مايو 1920، وتوفي في 1994. لعب مع إيبسويتش تاون.